# Rhinocypha fenestrella
Rhinocypha fenestrella е вид водно конче от семейство Chlorocyphidae. Видът не е застрашен от изчезване.

## Разпространение
Разпространен е във Виетнам, Китай (Гуанси и Хайнан), Лаос, Малайзия (Западна Малайзия), Мианмар и Тайланд.

## Описание
Популацията на вида е стабилна.